# レイ・オルデンバーグ
レイ・オルデンバーグ(Ray Oldenburg、1932年 - 2022年11月21日)は、アメリカ合衆国の社会学者。専門は都市社会学。西フロリダ大学名誉教授。

## 学歴
州立マンカト大学、現在のミネソタ州立大学マンカト校で英語と社会科の学士号、ミネソタ大学で社会学の修士号及び博士号取得。

## 思想
彼はサード・プレイスという言葉を用いて、アメリカ社会を批判した。ヨーロッパのカフェやパブなどをサード･プレイスとしてコミュニティの活気の中心となる場所と位置づけた。

## 著作
- Oldenburg, Ray (1989). The Great Good Place: Cafes, Coffee Shops, Community Centers, Beauty Parlors, General Stores, Bars, Hangouts, and How They Get You Through the Day. New York: Paragon House. ISBN 978-1-55778-110-9邦訳(2013)忠平美幸訳『サードプレイス』みすず書房
- Oldenburg, Ray (1991). The Great Good Place. New York: Marlowe & Company. ISBN 978-1-56924-681-8
- Oldenburg, Ray (2000). Celebrating the Third Place: Inspiring Stories about the "Great Good Places" at the Heart of Our Communities. New York: Marlowe & Company. ISBN 978-1-56924-612-2